# Marie Wilson
Marie Wilson, née le 19 août 1916 à Anaheim (Californie), morte le 23 novembre 1972 à Hollywood, est une actrice américaine.
Principalement connue pour ses rôles de blonde décorative, elle incarne Irma dans My Friend Irma, une populaire émission de radio puis de télévision dans les années 1940 et 1950.

## Filmographie partielle
- 1934 : Un jour une bergère (Babes in Toyland), de Gus Meins et Charley Rogers
- 1936 : Satan Met a Lady, de William Dieterle
- 1936 : The Big Noise
- 1936 : Courrier de Chine (China Clipper)
- 1937 : Le Grand Garrick (The Great Garrick), de James Whale
- 1938 : The Invisible Menace de John Farrow
- 1938 : La Peur du scandale (Fools for Scandal), de Mervyn LeRoy et Bobby Connolly
- 1938 : Le Vantard (Boy Meets Girl) de Lloyd Bacon
- 1941 : Virginia d'Edward H. Griffith
- 1941 : Espions volants (Flying Blind) réalisé par Frank McDonald
- 1942 : Broadway, de William A. Seiter
- 1944 : L'amour est une mélodie (Shine on Harvest Moon), de David Butler
- 1946 : Pas de congé, pas d'amour (No Leave, No Love) de Charles Martin
- 1946 : L'Esclave du souvenir (Young Widow) d'Edwin L. Marin
- 1947 : Bel-Ami (The Private Affairs of Bel Ami) d'Albert Lewin
- 1949 : Ma bonne amie Irma (My Friend Irma), de George Marshall
- 1950 : Irma à Hollywood (My Friend Irma Goes West), de Hal Walker
- 1957 : L'Histoire de l'humanité (The story of Mankind) d'Irwin Allen
- 1962 : M. Hobbs prend des vacances (Mr. Hobbs Takes a Vacation), de Henry Koster